# She Goes Nana
She Goes Nana is een Engelstalige single van de Belgische band The Radios uit 1991.
De single bevatte naast de titelsong het liedje Samé en Dreaming Wild.
Het liedje verscheen op het album The Sound of Music uit 1992.
In 2017 bracht Clouseau een bewerkte versie in het tv-programma Liefde voor muziek onder de titel 'Alles voor mij'.

## Hitnoteringen
| Hitlijst            | Datum van binnenkomst | Hoogste positie | Aantal weken | Laatste notering |
| ------------------- | --------------------- | --------------- | ------------ | ---------------- |
| Nederlandse Top 40  | 20-03-1993            | 2               | 13           | 12-06-1993       |
| Vlaamse Ultratop 50 | 25-01-1992            | 1               | 18           | 23-05-1992       |

### Nederlandse Top 40
| Hitnotering: 20-03-1993 t/m 12-06-1993 | Hitnotering: 20-03-1993 t/m 12-06-1993 | Hitnotering: 20-03-1993 t/m 12-06-1993 | Hitnotering: 20-03-1993 t/m 12-06-1993 | Hitnotering: 20-03-1993 t/m 12-06-1993 | Hitnotering: 20-03-1993 t/m 12-06-1993 | Hitnotering: 20-03-1993 t/m 12-06-1993 | Hitnotering: 20-03-1993 t/m 12-06-1993 | Hitnotering: 20-03-1993 t/m 12-06-1993 | Hitnotering: 20-03-1993 t/m 12-06-1993 | Hitnotering: 20-03-1993 t/m 12-06-1993 | Hitnotering: 20-03-1993 t/m 12-06-1993 | Hitnotering: 20-03-1993 t/m 12-06-1993 | Hitnotering: 20-03-1993 t/m 12-06-1993 |
| Week:                                  | 1                                      | 2                                      | 3                                      | 4                                      | 5                                      | 6                                      | 7                                      | 8                                      | 9                                      | 10                                     | 11                                     | 12                                     | 13                                     |
| -------------------------------------- | -------------------------------------- | -------------------------------------- | -------------------------------------- | -------------------------------------- | -------------------------------------- | -------------------------------------- | -------------------------------------- | -------------------------------------- | -------------------------------------- | -------------------------------------- | -------------------------------------- | -------------------------------------- | -------------------------------------- |
| Positie:                               | 30                                     | 13                                     | 9                                      | 4                                      | 2                                      | 2                                      | 3                                      | 5                                      | 7                                      | 10                                     | 18                                     | 28                                     | 40                                     |

### NPO Radio 2 Top 2000
| Nummer met noteringen in de NPO Radio 2 Top 2000 | '99  | '00  | '01  | '02  | '03  | '04  | '05  |
| ------------------------------------------------ | ---- | ---- | ---- | ---- | ---- | ---- | ---- |
| She Goes Nana                                    | 1069 | 1290 | 1329 | 1435 | 1452 | 1850 | 1916 |

1. ↑  Een vetgedrukt getal geeft de hoogste notering aan.
2. ↑  Deze tabel is bijgewerkt tot en met de laatste editie (2024).

## Meewerkende artiesten
- Producer
  - Jan Leyers
- Bewerking
  - Gyuri Spies
  - Ronny Mosuse
  - Jan Leyers
- Muzikanten
  - Alain Van Zeveren (accordeon, keyboards, klavier)
  - Bart Peeters (gitaar, zang)
  - Dany Lademacher (backing vocals, gitaar)
  - Eddie Conard (percussie)
  - Eric Melaerts (gitaar, mandoline)
  - Evert Verhees (basgitaar)
  - Jan Leyers (gitaar, klavier)
  - Jean-Pierre van Hees (tin whistle)
  - Jel Jongen (trombone)
  - Marc Bonne (drums)
  - Philip Kolb (saxofoon)
  - Robert Mosuse (backing vocals, percussie, zang)
  - Ronny Mosuse (backing vocals, basgitaar, zang)
  - Ruud Breuls (trompet)
  - Walter Mets (drums)
  - Wim Both (trompet)

## Nederlandstalige versie
Tijdens het "Bart Peeters Deluxe" concert, dat in november 2019 plaatsvond in de Lotto Arena in Antwerpen ter ere van de 60ste verjaardag van Bart Peeters, zongen Bart Peeters en Ronny Mosuse een Nederlandstalige versie van het nummer, met een tekst die een eerbetoon was aan de overleden Robert Mosuse. De titel van dit lied was "Hij zong nana".
Het nummer werd later uitgegeven op de CD-versie van het live-concert.

## Trivia
- Aangezien men de songtekst niet helemaal kloppend kreeg, werd er tijdelijk "na-na-na-na, na-na-na-na" in de tekst gebruikt. Toen het daarna nog niet lukte, vond men het nummer toch goed genoeg klinken en bracht het compleet met "na-na-na-na, na-na-na-na" uit en werd het toch een hit.
- Cabaretier Ronald Goedemondt paste dit nummer toe in zijn show Binnen de lijntjes.